# ماميا الرومي
ماميا (ماميه) الرومي (930 - 988 ه‍ / 1524 - 1580 م) هو شاعر، اشتهر بالموشحات والزجل.
هو محمد بن أحمد بن عبد الله، المعروف بماميه الرومي. رومي الأصل. ولد في استانبول، ونشأ بدمشق، وبها وفاته.
له: ديوان شعر وتخميس البردة.